# В поисках Немо
«В по́исках Не́мо» (англ. Finding Nemo) — американский компьютерно-анимационный комедийно-драматический приключенческий фильм 2003 года, созданный студией Pixar Animation Studios для кинокомпании Walt Disney Pictures. Режиссёром выступил Эндрю Стэнтон, со-режиссёром Ли Анкрич, сценарий был написан Стэнтоном, Бобом Питерсоном и Дэвидом Рейнольдсом по сюжету Стэнтона. Главные роли озвучивали Альберт Брукс, Эллен Дедженерес, Александр Гоулд, Уиллем Дефо и Джеффри Раш. Он рассказывает историю чрезмерно заботливой рыбы-клоуна по имени Марлин, который вместе с забывчивым голубым хирургом по имени Дори ищет своего пропавшего сына Немо. По пути Марлин учится рисковать и смиряется с тем, что Немо заботится о себе.
Предпроизводство фильма началось в начале 1997 года. Вдохновение для мультфильма пришло из многочисленных переживаний, начиная с детства Стэнтона, когда он любил ходить к стоматологу, чтобы увидеть аквариум, предполагая, что рыба была из океана и хотела вернуться домой. Чтобы убедиться, что движения рыбы в фильме были правдоподобными, аниматоры прошли ускоренный курс по биологии и океанографии рыб. Томас Ньюман сочинил музыку к фильму. Фильм является пятой полнометражной анимационной картиной студии Pixar. Он посвящён памяти Гленна Маккуина, аниматора Pixar, который умер от меланомы в октябре 2002 года, за семь месяцев до выхода фильма в прокат.
Премьера фильма состоялась 18 мая 2003 года в Лос-Анджелесе. После его выхода он получил широкое признание критиков, которые высоко оценили визуальные элементы, сценарий, анимацию, музыку Ньюмана и персонажей, которые были названы смешными как для молодых кинозрителей, так и для их родителей. На момент выхода он также стал самым кассовым мультфильмом и вторым кассовым фильмом 2003 года, заработав в общей сложности 871 миллион долларов по всему миру к концу своего первого показа. Фильм получил три номинации на 76-й церемонии вручения премии «Оскар», выиграв одну за лучший анимационный полнометражный фильм, став первым фильмом Pixar, сделавшим это.
«В поисках Немо» — самый продаваемый фильм на DVD всех времён, с более чем 40 миллионами проданных копий по состоянию на 2006 год и был самым кассовым фильмом с рейтингом G всех времён пока его не превзошла «История игрушек: Большой побег». Фильм был выпущен в 3D в 2012 году. В 2008 году Американский институт киноискусства назвал его 10-м величайшим американским анимационным фильмом в составе своих 10 списков 10 лучших. Сиквел «В поисках Дори» был выпущен в июне 2016 года.

## Сюжет
После трагической гибели жены Корал и многочисленного потомства в зубах барракуды рыба-клоун Марлин в одиночку растит сына Немо, у которого от рождения из-за того, что барракуда повредила его икринку, недоразвит правый плавник. Немо ходит в рыбью школу, где преподаёт скат, и однажды едет с классом на экскурсию к крутому рифу, что выходит прямо к открытому океану. Узнав об этом, Марлин пытается остановить его. Немо и друзья видят моторную лодку и хотят к ней подплыть, в это время появляется Марлин и требует от сына немедленно вернуться назад. Назло родителю Немо плывёт прямо к лодке и попадает в руки к дайверу. Марлин пытается спасти его, но его ослепляет вспышка фотоаппарата, мотор лодки заводится и она уходит. Случайно дайвер опрокинул с борта лодки маску для дайвинга, и она послужит в дальнейшем зацепкой, так как на ней написано имя и адрес владельца.
Гонясь за лодкой, Марлин встречает синюю рыбу-хирурга по имени Дори, которая имеет проблемы с памятью и совершенно ничего не может запомнить. Дори окончательно запутывает Марлина, и единственной зацепкой остаётся утерянная похитителем плавательная маска, но Марлин не умеет читать.
По пути Марлин и Дори встречают трёх акул, но, к счастью, оказывается, что эти три акулы, среди которых рыба-молот — вегетарианцы, желающие подружиться с рыбами. Во время встречи в резиденции акул на затонувшей подводной лодке между Марлином и Дори вспыхивает ссора из-за найденной маски, и Марлин случайно ударяет Дори, отчего у неё из ноздри идёт кровь. Почуяв запах крови, лидер акул Бугор перестаёт себя контролировать и набрасывается на них. Спасаясь от него, Марлин и Дори случайно выясняют, что последняя умеет читать. Им удаётся выпустить Бугору в пасть торпеду, а тот в свою очередь отбрасывает её прямо на подводную мину. Происходит взрыв мины, вызвавший цепной подрыв всех мин, находящихся рядом, в результате чего от ударной волны лодка пришла в движение и пошла вниз по рельефу, и они теряют сознание.
Марлин и Дори приходят в себя в маске возле пропасти. По неосторожности Дори роняет маску в пропасть, и им приходится спуститься. Там на них нападает глубоководный удильщик. В свете его приманки Дори удаётся прочесть надпись на маске: «П. Шерман, 42, Валлаби-вей, Сидней», после чего удильщик оказывается в ловушке (которой послужила та же маска), а Марлин и Дори поднимаются наверх. Дори понимает, что впервые в жизни что-то запомнила — надпись на маске.
Тем временем Немо оказывается в аквариуме дайвера-дантиста Шермана (владельца той самой маски), где его встречают аквариумные обитатели: королевская грамма Грот, жёлтый зебросом Бульк, чернохвостая дасцила Бриз, рыба-ёж Пузырь, морская звезда Персик, креветка Жак и их лидер, мавританский идол Жабр с повреждённым плавником, одержимый идеей выбраться вместе с обитателями аквариума на свободу в океан. Дантист говорит, что Немо будет подарен его племяннице Дарле, которая плохо обращается с рыбами, что уже стоило жизни одному из обитателей аквариума. Чтобы спасти Немо и вызволить всех обитателей аквариума, Жабр придумывает план побега в океан, согласно которому Немо должен заблокировать камешком рабочее колесо насоса фильтра, пользуясь своими маленькими размерами. По замыслу Жабра, после поломки фильтра аквариум должен стать грязным, и дантист будет вынужден его почистить и заменить фильтр, а для этого ему придётся пересадить всех рыб в пакеты с водой, чем они и воспользуются, выкатившись в этих пакетах за окно и попав прямиком в океан. Первая попытка оказалась неудачной — камушек сорвался, пока Немо возвращался по всасывающей трубе фильтра, и рабочее колесо насоса опять пришло в движение, это чуть не стоило Немо жизни, ведь насос вновь создал поток воды через эту трубу.
Выбравшись из пропасти, Марлин пытается отвязаться от забывчивой Дори, но они встречают стаю серебряных рыб-ласточек, и Дори помогает Марлину выяснить у них дорогу к Восточно-Австралийскому течению, которое вынесет их прямо к Сиднею. Но Марлин спешит спасать сына и не слышит их последнего указания — плыть через ущелье, а не над ним, а Дори, хоть и не запоминает его, но всё же советует плыть через ущелье. Марлин её не слушает, и в результате оба оказываются в центре скопления медуз. Марлину, который, живя в актинии, имеет устойчивость к яду стрекающих, удаётся спасти себя и Дори, но едва выбравшись из скопления, они снова теряют сознание.
Марлин приходит в себя на спине зелёной черепахи по имени Краш. Оказывается, что они с Дори уже плывут по Восточно-Австралийскому течению в сопровождении остальных морских черепах — Краш подобрал их, когда они потеряли сознание после прорыва через скопление медуз. Марлин рассказывает об их с Дори приключениях сыну Краша Прыску и его приятелям, жители моря пересказывают эту историю друг другу, и со временем она доходит до пеликана Найджела, живущего в Сиднейской гавани.
Найджел, в свою очередь, рассказывает эту историю Жабру и другим обитателям аквариума дантиста Шермана. Немо слышит её и предпринимает вторую попытку вывести из строя аквариумный фильтр (взяв на этот раз камешек побольше), и это ему удаётся, что приводит к загрязнению аквариума. Однако дантист, к удивлению рыб, не берётся за ручную чистку аквариума, а находит иное решение проблемы, поставив вместо сломанного устаревшего фильтра новый — электронный «Аквачист» с лазерными датчиками и уже не имеющий всасывающей трубы достаточно большого диаметра.
Марлин и Дори сходят с течения и пытаются найти Сидней, но их заглатывает усатый кит. Дори утверждает, что знает язык горбачей, и что кит просит их пролезть глубже в глотку. Поначалу Марлин не верит ей и пытается пробить китовый ус, но потом всё же следует её совету, и кит успешно выбрасывает их через дыхало, благодаря чему они оказываются аккурат в пункте назначения — в гавани Сиднея.
Проведя ночь в поисках той лодки, что увезла Немо, Марлин и Дори едва не становятся добычей стаи чаек, но их спасает Найджел, который обещает отнести Марлина к Немо.
В то же время в кабинете дантиста появляется Дарла. Чтобы не попасть ей в руки, Немо притворяется мёртвым, ожидая, что его смоют в унитаз и он по трубам доберётся до моря, однако дантист несёт его к мусорному ведру. В это время появляются Найджел и Марлин. Они видят Немо, притворяющегося мёртвым, и, решив, что он действительно мёртв, улетают. Чтобы спасти Немо, Жабр прыгает к Дарле на голову, дантист оборачивается и роняет пакет с Немо на стол с инструментами, пакет лопается, и Жабр отправляет Немо в раковину. Убитый горем Марлин расстаётся с Дори и плывёт домой.
Немо успешно добирается до океана и почти сразу встречает Дори, которая мучается от катастрофической амнезии — она забыла совершенно всё, кроме, разве что, своего имени. Немо ищет родителя, и Дори присоединяется к нему. Увидев надпись «Сидней» на канализационной трубе, Дори всё вспоминает и радуется, что Немо жив и здоров. Довольно скоро они догоняют Марлина.
Но радость от воссоединения отца и сына длится недолго — Дори вместе с косяком сельди попадает в рыболовную сеть траулера. Немо понимает, что совместными усилиями всех рыб можно порвать сеть, но для этого нужно всем сразу плыть вниз. Он вплывает внутрь сети и говорит об этом рыбам, и сеть успешно отрывается от рыболовецкого судна. Немо и Дори спасены, и все трое успешно возвращаются домой.
После всех этих приключений Марлин осознал, что чрезмерная опека, которой он прежде донимал сына, не приносит существенной пользы, и пересмотрел свои взгляды на воспитание Немо, предоставив ему побольше свободы в своих действиях.
В финале мы видим, что оставшимся в аквариуме рыбам всё-таки удалось каким-то способом сломать фильтр, несмотря на всю его новизну и пожизненную гарантию, и сбежать в пакетах с водой на волю, в океан.

## Роли озвучивали
| Персонаж                 | Исполнитель       |                  |
| Обитатели океана         | Обитатели океана  | Обитатели океана |
| ------------------------ | ----------------- | ---------------- |
| Немо                     | Александр Гоулд   |                  |
| Марлин                   | Альберт Брукс     |                  |
| Дори                     | Эллен ДеДженерес  |                  |
| Корал                    | Элизабет Перкинс  |                  |
| Якорь                    | Эрик Бана         |                  |
| Краш                     | Эндрю Стэнтон     |                  |
| Прыск                    | Николас Бёрд      |                  |
| Мистер Скат              | Боб Питерсон      |                  |
| Бугор                    | Барри Хамфрис     |                  |
| Чавк                     | Брюс Спенс        |                  |
| Нырк                     | Джордан Рэнфт     |                  |
| Блёстка                  | Эрика Бек         |                  |
| Шельфик                  | Эрик Пер Салливан |                  |
| Стая рыб                 | Джон Ратценбергер |                  |
| Обитатели аквариума      |                   |                  |
| Жабр                     | Уиллем Дефо       |                  |
| Персик                   | Эллисон Дженни    |                  |
| Жак                      | Джо Рэнфт         |                  |
| Пузырь                   | Брэд Гарретт      |                  |
| Грот                     | Остин Пендлтон    |                  |
| Бульк                    | Стивен Рут        |                  |
| Бриз/Штиль               | Викки Льюис       |                  |
| Люди                     |                   |                  |
| Филип Шерман             | Билл Хантер       |                  |
| Дарла Шерман             | Лулу Эбелинг      |                  |
| Другие персонажи         |                   |                  |
| Найджел                  | Джеффри Раш       |                  |
| Второстепенные персонажи | Джесс Харнелл     |                  |

## Музыка
Саундтрек к фильму был создан композитором Томасом Ньюманом, двоюродным братом Рэнди Ньюмана, написавшего музыку для всех предыдущих фильмов студии Pixar. Альбом с оригинальным саундтреком «В поисках Немо» был выпущен 20 мая 2003 года.
Альбом номинировался на премию «Оскар» за лучшую музыку к фильму, но уступил саундтреку к фильму «Властелин колец: Возвращение короля».

## История создания
Источником вдохновения для создания мультфильма «В поисках Немо» послужил случай из детства Эндрю Стэнтона. Посещая дантиста, будущий художник-аниматор наблюдал за большим аквариумом с тропическими рыбами. Мальчик фантазировал, что рыбы хотели бы сбежать из аквариума и возвратиться в океан.
Через много лет, уже будучи сотрудником Pixar, Стэнтон вернулся к мыслям о морских обитателях во время посещения экспозиции в калифорнийском парке развлечений. Аниматору пришло в голову, что рыбы отлично подходят для компьютерной анимации, так как изобразить чешую легче, чем моделировать шерсть животных.
Обдумывая возможный сюжет, художник также опирался на опыт воспитания собственного сына. Когда сюжет созрел окончательно, Эндрю Стэнтон озвучил задумку художественному руководителю Pixar Джону Лассетеру и получил одобрение.
Творческая группа много готовилась перед тем, как приступить к созданию «В поисках Немо». Чтобы воочию увидеть Большой Барьерный риф, аниматоры обучались дайвингу и погружались с аквалангом. Для понимания физиологии рыб они посещали лекции ихтиологов и наблюдали за рыбами, живущими в аквариуме офиса Pixar.
Помимо этого, создателям мультфильма пришлось углубиться в специфическую стоматологическую терминологию.
Полученную информацию аниматоры адаптировали для мультфильма. Рыб они наделили мимикой и близко посаженными глазами. От изображения крупной блестящей чешуи решили отказаться в пользу более тёплой текстуры, напоминающей кожу.
В сцене, где белая акула-вегетарианец Брюс (Бугор) опьянел от вкуса крови и стал ломать дверь — пасхалка к сцене из фильма Кубрика «Сияние». Имя Немо — отсылка к персонажу книг Жюля Верна.

## Релиз
Фильм вышел в прокат в США и Канаде 30 мая 2003 года, 28 августа 2003 года — в Австралии, 10 октября 2003 года — в Великобритании, 25 декабря 2003 года — в Казахстане, Колумбии и России. Фильм стал пятым проектом Walt Disney/Pixar и первым, вышедшим в прокат в летний сезон.
Сборы фильма превысили все ожидания: до момента выхода мультфильма «Шрек 2» в 2003 году «В поисках Немо» был самым кассовым мультфильмом в истории и входил в десятку самых кассовых фильмов всех времён. Только в США и в России было продано более 28 миллионов экземпляров DVD с мультфильмом, что явилось рекордным результатом за всю историю
17 июня 2016 года вышел сиквел «В поисках Дори».

## Видеоигры
Видеоигра, основанная на фильме была выпущена в 2003 году, для PC, Xbox, PS2, GameCube и Game Boy Advance. Цель игры состоит в том, чтобы завершить различные уровни под управлением героев фильма: Немо, Марлин или Дори. Она включает в себя ролики из фильма, и каждый клип основан на уровне. После выпуска, игра получила смешанные отзывы.
Сиквел под названием «В поисках Немо: Продолжение приключений» для Game Boy Advance был выпущен в 2004 году.

## Короткометражный мультфильм
В 2003 году вышел короткометражный мультфильм «Изучение рифов» с Жаном-Мишелем Кусто и главными персонажами «В поисках Немо».

## Критика
Фильм получил благожелательные отзывы критиков: рейтинг одобрения на сайте Rotten Tomatoes колеблется от 98 до 100 % (один из лучших результатов в истории ресурса).

## Сиквел
В 2005 году, после разногласий между Майклом Айснером из Диснея и Стивом Джобсом из Pixar о распределении фильмов студии Pixar, Disney объявила, что они будут создавать новую студию анимации, Circle 7 Animation, чтобы сделать сиквелы семи фильмам, созданным между 1995 и 2006 годами Pixar, правами на которые обладает Дисней. Студия начала производство «Истории игрушек 3» и «Университета монстров», а также наняла сценариста Лори Крейг для написания сценария «В поисках Немо 2». Circle 7 Animation впоследствии была закрыта после того, как Роберт Айгер заменил Айснера на посту генерального директора Диснея и приобрёл Pixar.
В июле 2012 года было сообщено, что Эндрю Стэнтон разрабатывает сиквел к «В поисках Немо», пишет сценарий с Викторией Штраус, а выпуск намечен на 2016 год. Однако достоверность новости о потенциальном сиквеле была поставлена под сомнение в тот же день, после того, как директор Эндрю Стэнтон опубликовал сообщение в Twitter. В сообщении говорилось: «Вы ничему не научились у Цыплёнка Цыпы? Успокойтесь. Не верьте всему, что пишут. Больше тут не на что смотреть. #skyisnotfalling». По данным доклада The Hollywood Reporter, опубликованном в августе 2012 года, Эллен Дедженерес вела переговоры о возвращению к озвучиванию Дори. В сентябре 2012 года это было подтверждено. Стэнтон сказал: «Написание второго Картера было самым верхним в списке. Когда фильм был закончен, всё в списке соскользнуло вверх. Я знаю, что язвительные люди обвинят меня в не очень хороших оценках Картера, но только в своём времени, но не в его самомнении». В феврале 2013 года было подтверждено в прессе, что Альберт Брукс сыграет роль Марлина в сиквеле.

В апреле 2013 года было подтверждено в прессе, что Эллен Дедженерес и Альберт Брукс вернутся к ролям Дори и Марлина. Последовала длительная кампания для сиквела на The Ellen DeGeneres Show, Дедженерес заявила:
«Я ждала этого дня в течение долгого, долгого, долгого, долгого, долгого, долгого времени. Я не зла на то, что ушло столько времени. Я знаю, что люди в Pixar были заняты созданием Истории Игрушек 16. Но затраченое время стоило того. Сценарий чудесный. В нём есть всё, что мне нравилось в первом фильме: там есть душа, это действительно смешно, и самое главное — там намного больше Дори»
В интервью Los Angeles Times Стэнтон рассказал о происхождении сиквела: "Это была вежливая просьба Диснея [о сиквеле «В поисках Немо»]. Я всегда был против сиквелов. Но я должен был согласиться с позицией вице-президента. (Продолжения) являются необходимыми, чтобы оставаться на плаву, но мы не хотим заниматься ими по этой причине. Мы хотим подходить к продолжениям творчески, поэтому мы сказали (Диснею): «Можете ли вы дать нам график того, когда мы выпускаем их? Поскольку мы хотели бы выпустить то, что мы на самом деле хотим делать, и мы могли бы не создать это в год, который выбираете вы».
Концовка фильма была пересмотрена, после того как руководители Pixar посмотрели «Чёрный плавник», документальный фильм, который рассказывает о опасностях сохранения косаток в неволе. Изначально некоторые из персонажей должны были попасть в морской парк, но пересмотр дал им возможность покинуть его. 18 сентября 2013 года было объявлено, что премьера фильма будет перенесена на 17 июня 2016 года. Премьера другого фильма студии Pixar — «Хороший динозавр» — была перенесена на 25 ноября 2015 года для того, чтобы предоставить команде больше времени на производство фильма.
В июне 2014 года было объявлено через Twitter Стэнтона, что фильм теперь имеет ещё одного режиссёра, им стал Энгус Маклейн.